# The Call of the East
The Call of the East er en amerikansk stumfilm fra 1917 af George Melford.

## Medvirkende
- Sessue Hayakawa som Arai Takada.
- Tsuru Aoki som O'Mitsu.
- Jack Holt som Alan Hepburn.
- Margaret Loomis som Sheila Hepburn.
- James Cruze som Janzo.